# 科尔贝利亚
科尔贝利亚是巴西巴拉那州的一个市镇。总面积529.385平方公里，总人口15428人，人口密度29.1人/平方公里。